# Pagerwojo (Pager Wojo)
Pagerwojo is een bestuurslaag in het regentschap Tulungagung van de provincie Oost-Java, Indonesië. Pagerwojo telt 1245 inwoners (volkstelling 2010).